# 小萼佛甲草
小萼佛甲草（学名：Sedum microsepalum）为景天科景天属的植物，为台灣特有植物。分布于台灣海拔1,800米至3,000米的地区，一般生于山地，目前尚未由人工引种栽培。

## 别名
小萼景天（拉汉种子植物名称）